# C17orf100
C17orf100 (англ. Uncharacterized protein C17orf100) – білок, який кодується однойменним геном, розташованим у людей на 17-й хромосомі. Довжина поліпептидного ланцюга білка становить 164 амінокислот, а молекулярна маса — 18 001.
| 10         |  | 20         |  | 30         |  | 40         |  | 50         |
| ---------- |  | ---------- |  | ---------- |  | ---------- |  | ---------- |
| MASARGAKQS |  | SPRVGTTRYT |  | ETSTVRVETS |  | SHRVETSSRR |  | VETSQRRSEG |
| PSLSPSGKRL |  | PRILEASSRH |  | VESSSQRTET |  | TSRHVRASSL |  | RVETSLHCAE |
| SPTPRPSRPP |  | ARTKKRPDEM |  | LLPKGHQGAR |  | ALSQDRKASS |  | CQPASQLPGG |
| PIIFGFMETN |  | HKSM       |  |            |  |            |  |            |

A: Аланін

C: Цистеїн

D: Аспарагінова кислота

E: Глутамінова кислота

F: Фенілаланін

G: Гліцин

H: Гістидин

I: Ізолейцин

K: Лізин

L: Лейцин

M: Метіонін

N: Аспарагін

P: Пролін

Q: Глутамін

R: Аргінін

S: Серин

T: Треонін

V: Валін